# Parque Hancock

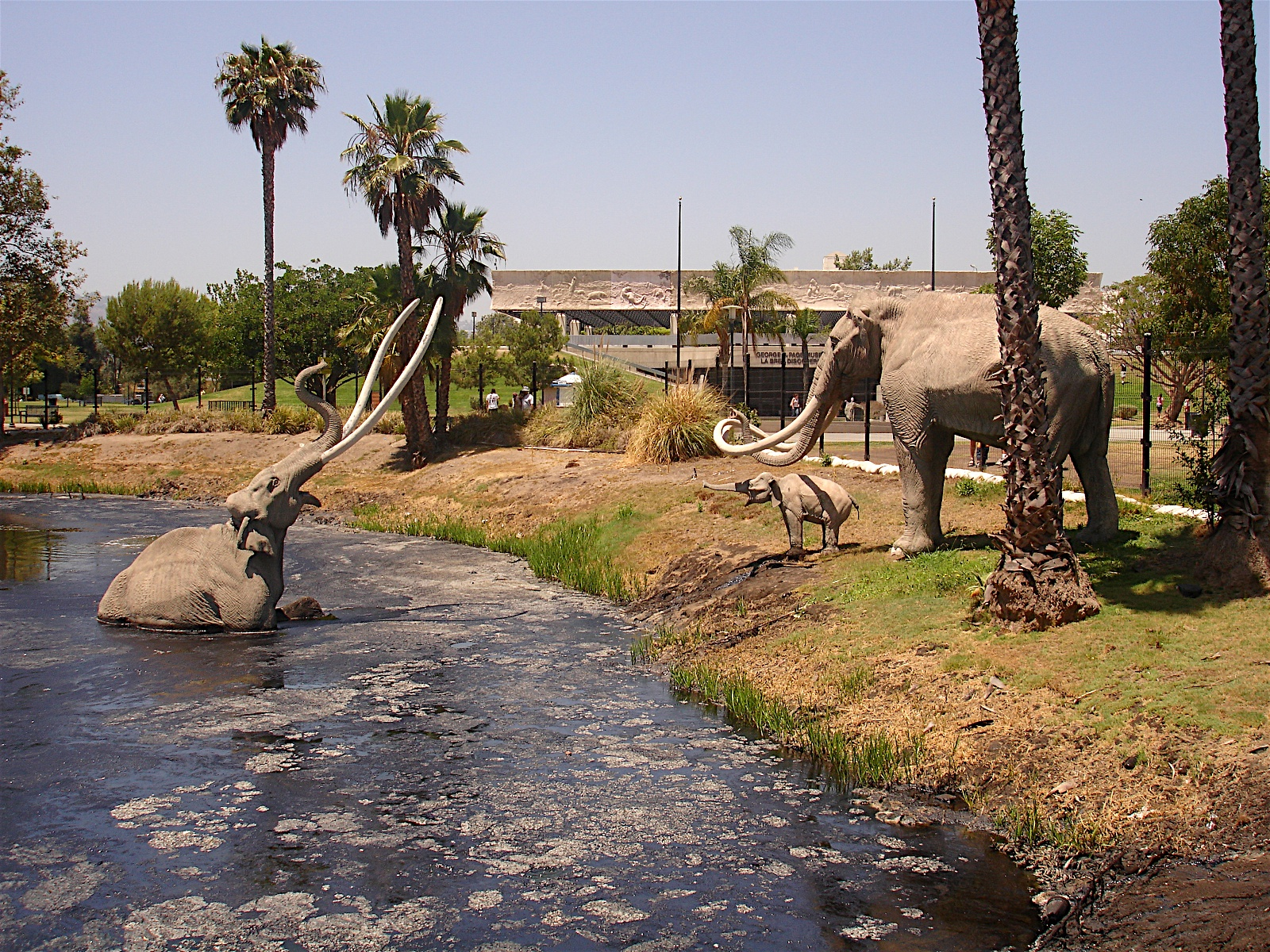
Réplicas de mastodontes en uno de los pozos de brea del parque.

Hancock Park es un parque en Miracle Mile, Los Ángeles, California, en el cual se encuentra el “Rancho La Brea”, donde se ubica el museo George C. Page y el Museo de Arte del Condado de Los Ángeles. El parque, cuyo nombre coincide con el del vecindario denominado Hancock Park, no se encuentra dentro de este, el cual se localiza a aproximadamente una milla hacia al este, sino que es nombrado en honor a George Allen Hancock.